# Панцерјегер I
Панцерјегер I, је био први Немачки самоходни противтенковски топ, коришћен током прве фазе Другог светског рата у борби против тенкова и других оклопних возила.

### Историја
Пошто се у Шпанском грађанском рату тенк Панцер I са своја два митраљеза показао крајње бескористан у борби против тенкова, тражио се начин за њихово пренаоружавање. Један од могућих путева наставка развоја, био је скидање куполе и преправка у лаки самоходни топ. У 1939. године берлинска фирма Алкет предложила је у исто време планове за три различита самоходна оружја, насталих на бази лаког тенка Панцер I. Са неколико готових тенкова требало је одстранити куполе, а затим поставити нови лаки челични штит са предње као и на бочне стране. Од наоружања намеравало се поставити: 37 mm противтенковски топ Пак 35/36, 20 mm противавионски топ Флак 30 или 75 mm лаки пешадијски топ леИГ 18. Представљање дрвених модела, привукло је пуну пажњу Министрства наоружања. Ипак у првобитној одлуци једино је одобрено возило са уграђеним противавионским топом 20 mm (Флакпанцер I), чија израда је одложена за годину дана. Самоходно возило за подршку са уграђеним топом 75 mm, једногласно је одбијено пошто је већ усвојен почетак производње возила Штурмгешиц III. Такође ни израда возила са уграђеним противтенковским топом 37 mm није усвојена, због слабости топа.
Баш тада као поручен, појављује се противтенковски топ калибра 47 mm чехословачке производње. Немачка војска је након окупације Чехословачке, дошла до знатне количине тог оружја. Тај топ је између 1937. и 1938. године развила фирма Шкода и под ознаком 4.7 cm КПУВ вз.38 (фирмина ознака А5), уведен је у наоружање Чехословачке армије. Поред свих изванредних карактеристика, тај топ је имао један битан недостатак - био је савршено неподесан за вучу моторним возилом. Брзина приликом вуче коњском запрегом једва је била 10-15 km/h, што је било довољно за Чехословачку армију, али не и за будући немачки Блицкриг. Зато је већину трофејних топова 4.7 cm КПУВ вз.38 требало употребити у стационарној варијанти. Доста од њих је постављено на немачкој одбрамбеној Зигфрид линији.
Током зиме 1940. године, фирма Алкет добила је указ за пројектовање самоходног топа на бази чехословачког топа 47 mm и шасије тенка Панцер I или Панцер II. За производњу новог оружја, узет је већ готов пројекат самоходног противтенковског топа 37 mm на бази шасије тенка Панцер I. По том пројекту самоходни топ је требало да буде направљен на шасији тенка варијанте А, али се та варијанта показала неприлагодива за такву прераду. Јер да би се гађало из топа 47 mm морали су да се поставе специјални упорници, како не би дошло до пуцања задњих точкова (лењивци). Стога је топ постављен на шасији варијанте Б. Уместо обичног штита са предње стране, топ је постављен у посебно направљеном кућишту, отворено одозго и отпозади. Дебљина оклопа кућишта била је 14.5 mm. Возила су добила и радио-станице Фу 2 или Фу 5.
Новонастало самоходно противтенковско оружје добило је службени назив 4.7cm Pak (t) Sfl auf Pz.Kpfw.I Ausf.B (Sd.Kfz.101), и од марта 1940. године уведено је у наоружање Вермахта. Производња, тачније прерада, додељена је фирмама Алкет и Даимлер-Бенц. Пре сасатављања топа и шасије, вршио се генерални ремонт мотора и шасија због своје дотрајалости.
Начелник генералштаба Вермахта генерал Франц Халдер, 9. фебруара 1940. године написао је у свом дневнику следећи запис: "47 mm топ:132 самоходна противтенковска возила. Од њих: 120 у тенковским дивизијама; 12 остаје у резерви. Самими тим тенковске дивизије добијају у својим противтенковским дивизијонима по једну чету самоходних топова“. Из овог записа видимо да је првобитна поруџбина износила 132 возила (укључујући и 2 прототипа). Веома брзо по увођењу у јединици, возило је добило ново, краће име - Pancerjäger I.

## Ратна дејства
У ратним дејствима пролеће-лето 1940. године, самоходни противтенковски топови Панцерјегер I скоро да нису ни учествовали. У ретким окршаима са француским тенковима, топ 47 mm показао је потпуни недостатак у пробојности оклопа тенкова. За гађање је коришћен панцирни пројектил аустријске или чехословачке израде. Бојеви комплет за Панцерјегер I, износио је 86 пројектила. Тек након престанка ратних дејстава на западу, направљен је и поткалибарни пројектил. У јесен 1940. године, возила Панцерјегер I послата су на полигон за увежбавање гађања. На полигону се налазила велика колекција трофејних тенкова, које су посаде приликом гађања користиле за мету. Након завршетка увежбавања, сва возила су послата на ремонт, па чак и она која нису учествовала у ратним операцијам. Поред ремонта урађена је модернизација, то јест замењена су стара оклопна кућишта, новим, пространим и потпуно завареним кућиштима. У јесен 1940. године донет је указ за произвоњу још 70 возила Панцерјегер I. На одлуку о производњи тако малог броја возила, директно је утицао број расположивих шасија тенкова Панцер I. Посао око прераде додељен је фирмама Даимлер-Бенц и Шкода, пошто је фирма Алкет већ била заузета производњом јуришних топова Штурмгешиц III.
У летњим бојевима 1941. године, Панцерјегер I опремљен поткалибарним пројектилима, показао се као веома добро борбено возило. Све критике на његову адресу, сводиле су се искључиво на ходни део и трнсмисију. Често се догађало да се возила Панцерјегер I заглибе на колским путевима Совјетског Савеза чак и после мале кише. Са доласком јесени и повећањем количине падавина, повећали су се и проблеми са кретањем возила Панцерјегер I. Приликом заглављивања у велико и густо блато, обично се ломио пренос мењача. Приближавањем зиме ситуације се још више погоршала, пошто би мотор изненада отказао при температури нешто испод 15 степени. Разлог таквог понашања мотора био згрушавање мазива, а зимских мазива код Немачке војске у том моменту није било. Тенкисти и уопште сви који су били везани за моторна возила, морали су да догревају моторе бренерима као и да додају бензин у мазиво. Све је то била импровизација, али другог избора немачки војници нису имали. Они су завидели војницима Црвене армије код којих је зимских мазива било, и молили своју позадину да се што пре побрине за испоруку зимских мазива на фронт. Јесење кише и сурова руска зима, битно су утуцали на одлуку да се 605. протитенковски дивизион пребаци у северну Африку. Тамо су се самоходни противтенковски топови Панцерјегер I успешно борили против британских тенкова Крусејдер, а са мале дистанце уништавали су чак и тенкове Матилда Мк II. Ипак, већина возила Панцерјегер I продужило је ратовање на јужном делу Источног фронта. Ти самоходни топови били су и у саставу 1. СС дивизије Телесна гарда Адолфа Хитлера. Последња употреба самоходних противтенковских топова Панцерјегер I била је за време Стаљинградске битке.